# Cybocephalus micans
Cybocephalus micans is een keversoort uit de familie Cybocephalidae. De wetenschappelijke naam van de soort is voor het eerst geldig gepubliceerd in 1874 door Reitter.